# 氏家宿

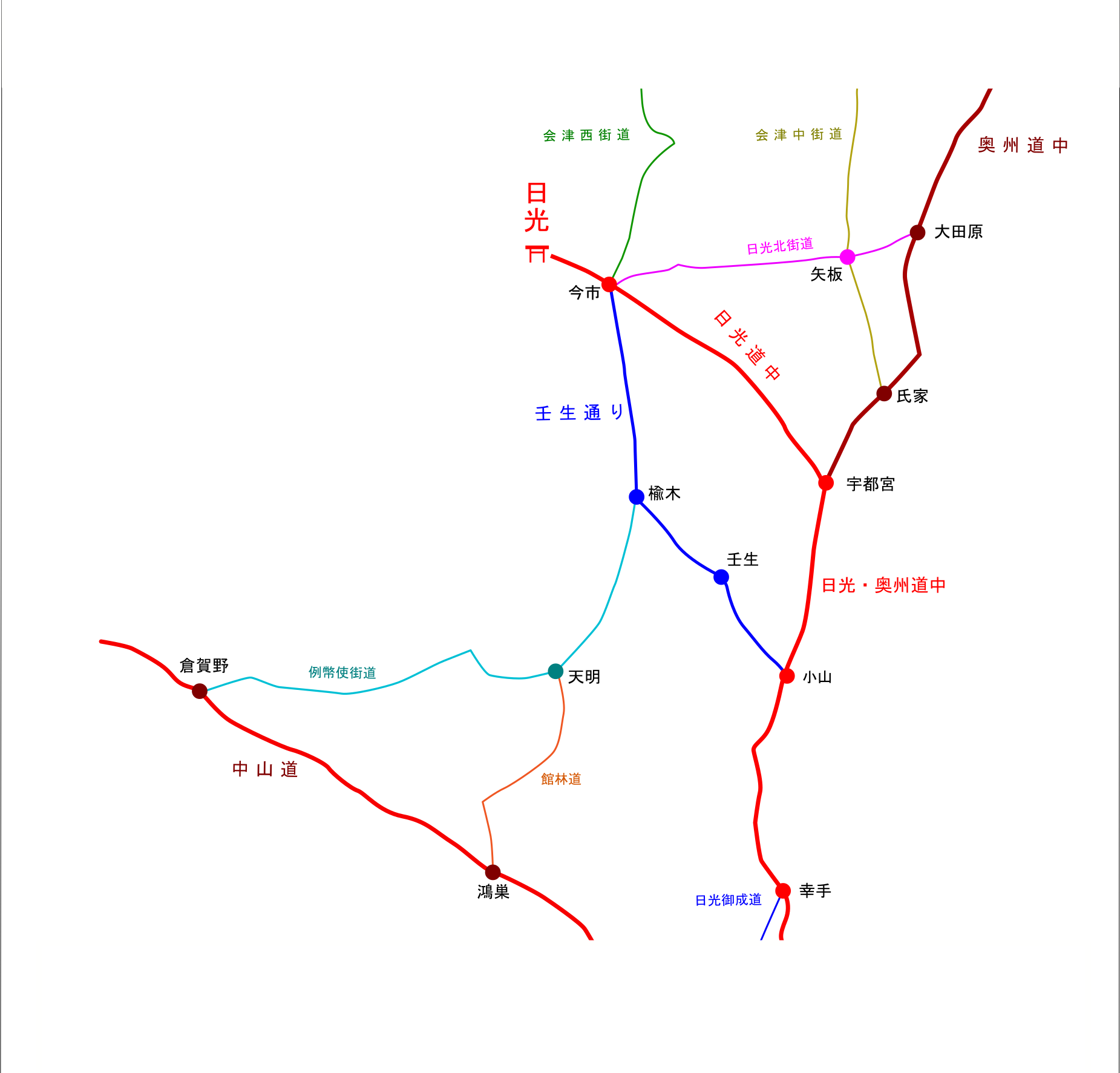
氏家宿周辺の主要街道

氏家宿（うじいえじゅく）は、奥州街道（奥州道中）の19番目の宿駅（宿場町）である。現在の栃木県さくら市氏家。

## 概要
氏家宿は、江戸時代に奥州街道（奥州道中）下野国塩谷郡にあった宿場町で、白沢宿の次の宿駅である。天保14年（1843年）の『奥州道中宿村大概帳』によれば、氏家宿は家数235軒、うち本陣1軒、脇本陣1軒、旅籠35軒、人口879人であった。氏家宿本陣は平石家、脇本陣は伝馬屋が担っていた。
江戸時代、氏家宿南傍の鬼怒川東岸にあった阿久津河岸（あくつかし）は、主に東北地方で獲れた米ほか特産物を鬼怒川の水運を利用して江戸に送るための集積地となり、このため氏家宿の旅籠もたいへんな活況を呈したと云われている。氏家には会津西道、会津北道、原方道、水戸道が開通し、交通の要衝地となった。江戸の常盤津の歌人等も多く氏家に移住したといい、江戸末期には卯の花連（うのはなれん）と呼ばれる俳句会が生まれた。その歌集には、水戸道を通って10里ほどの太平洋沿岸村落から氏家宿に四季折々に海魚が大量に運び込まれ、鶏卵や川魚、塩辛等しか食せない山路にしては珍しく海魚を食すことが出来たことが書かれており、このような宿場は氏家宿以北、仙台や酒田に至るまで無かったと云われている。
現在、氏家宿は栃木県さくら市にあり、市域には東京から栃木県を経て東北地方を結ぶ国道4号および鉄路JR宇都宮線（東北本線）が通るが、JR氏家駅が宿の西側に置かれ周辺の市街地化とともに宿並は廃れたものの、主要国道の経路が氏家市街地から逸れている為、喧騒からは隔離された比較的静かな装いを呈している。

## 設備
- 本陣
  - 本陣平石六右衛門
  - 脇本陣伝馬屋
- 旅籠
  - ほてい屋市兵衛
  - 休所うすいや秀八
  - 石井孫兵衛
- 寺社
  - 西導寺、蔦地蔵、光明寺
  - 今宮大明神社、八幡神社
- 接続路線
  - 奥州道中
  - 原方街道
  - 会津街道
    - 会津西街道
    - 会津北街道

  - 水戸道

## 参考資料
1. ↑  『奥州道中宿村大概帳』に拠る。

## 隣の宿
奥州道中
白沢宿 - 氏家宿 - 喜連川宿